# Ola Abu Alghaib
 (janvier 2019).
Ola Abu Alghaib est une militante palestinienne pour les droits des personnes handicapées au Moyen-Orient.

## Biographie
Elle est diplômée d'un master en gestion de projet de l'université de Beir Zeit. 
Elle est la fondatrice et directrice exécutive du centre Stars of Hope, qui œuvre pour l'autonomie des femmes handicapées et leur intégration sociale.
Elle est intervenue auprès du gouvernement palestinien pour l'adoption et la ratification de la Convention relative aux droits des personnes handicapées.